# Bouli Kakasi
Bouli Kakasi (às vezes Kakassi) (nascida em 1937) é uma cantora nigeriana.
Nascida em Gothèye, Kakasi se destacou por suas atuações no gênero zaley. Ela era uma das favoritas de Aissa Diori, sobre quem ela cantava canções de louvor durante seu mandato como primeira-dama. Nos últimos anos, ela caiu em desgraça e em extrema pobreza. Sua carreira, juntamente com a de Hama Dabgue, foi descrita como "emblemática do declínio da música tradicional nigeriana".